# Bahnhof Kraków Lotnisko

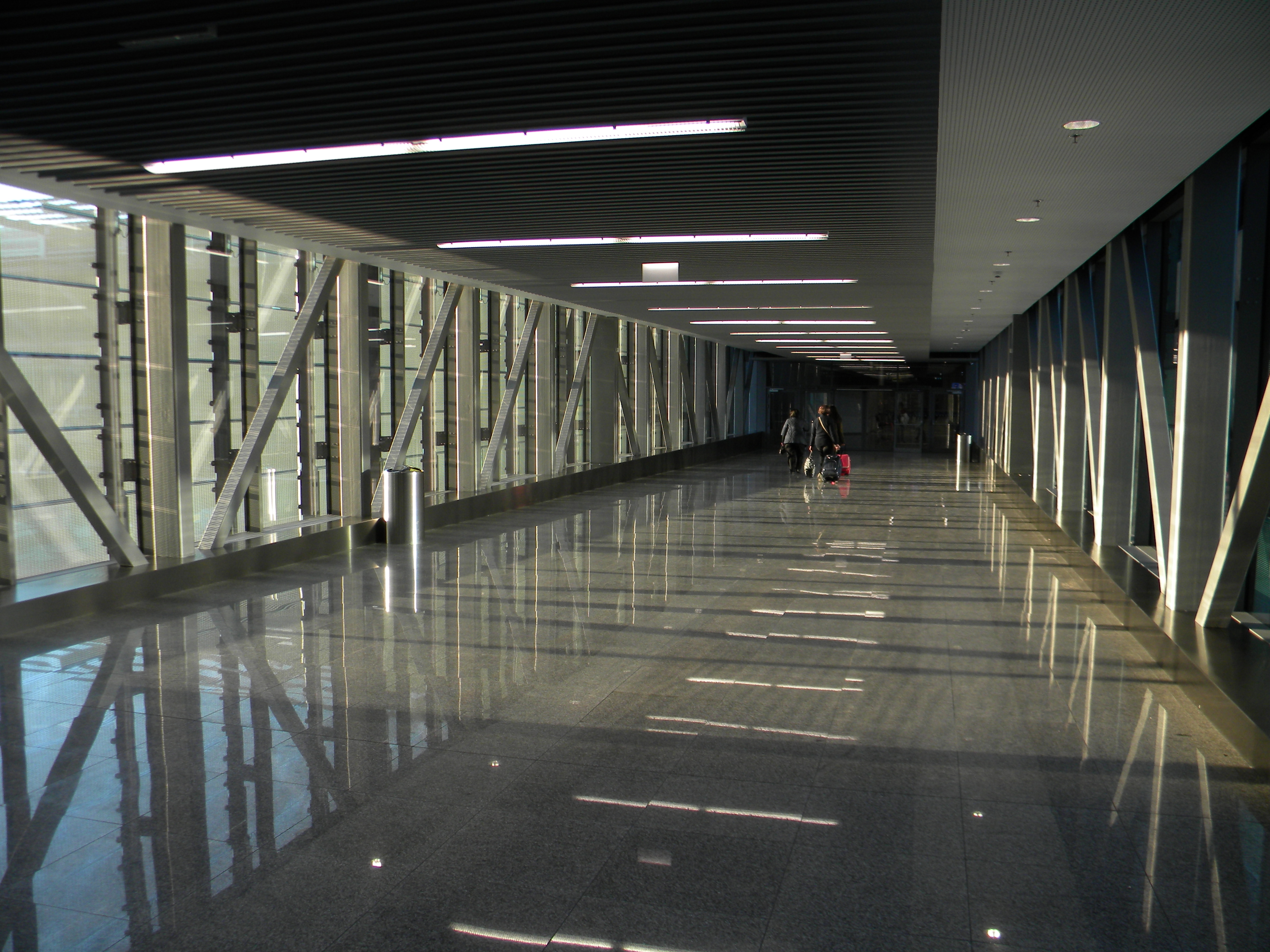
Übergang vom Flughafen zum Bahnhof

Kraków Lotnisko (auch: Kraków Airport) ist der Bahnhof am Flughafen Krakau der polnischen Stadt Krakau. Über die Bahnstrecke Kraków Główny–Kraków Lotnisko ist der Krakauer Hauptbahnhof innerhalb von etwa 17 Minuten erreichbar. Die Züge fahren regelmäßig weiter nach Wieliczka. Der Bahnhof wurde 2006 eröffnet.

## Lage
Der Bahnhof befindet sich am Flughafen rund 250 Meter südlich des Terminals. Er ist mit diesem über einen etwa 100 Meter langen Übergang verbunden.

## Verkehrsanbindung
Am Bahnhof fahren vier Buslinien der Krakauer Stadtwerke in die Krakauer Innenstadt ab. Daneben fahren Fernbusse in viele Städte Südpolens sowie Tschechiens und der Slowakei.
Der Flughafenbahnhof wurde zunächst mit Dieseltriebwagen von PKP Przewozy Regionalne bedient. Ab 2012 wurde der Flughafen umgebaut. 2015 wurde der Bahnhof elektrifiziert. Seit dem 28. September 2015 erfolgt die Bedienung durch Elektrotriebzüge der Koleje Małopolskie.
Die Fahrt mit den vier Buslinien 208, 209, 252, 902 dauert zum Zentralen Omnibusbahnhof am Hauptbahnhof rund 40 Minuten.